# Kota (Uttar Pradesh)
Kota è una suddivisione dell'India, classificata come census town, di 13.544 abitanti, situata nel distretto di Sonbhadra, nello stato federato dell'Uttar Pradesh. In base al numero di abitanti la città rientra nella classe IV (da 10.000 a 19.999 persone).

## Geografia fisica
La città è situata a 24° 26' 60 N e 83° 7' 60 E e ha un'altitudine di 173 m s.l.m..

## Società

### Evoluzione demografica
Al censimento del 2001 la popolazione di Kota assommava a 13.544 persone, delle quali 7.195 maschi e 6.349 femmine. I bambini di età inferiore o uguale ai sei anni assommavano a 1.452, dei quali 751 maschi e 701 femmine. Infine, coloro che erano in grado di saper almeno leggere e scrivere erano 11.082, dei quali 6.300 maschi e 4.782 femmine.